# Slovenský plynárenský priemysel
Slovenský plynárenský priemysel, a. s. (zkráceně SPP; 1989–2001 Slovenský plynárenský priemysel, štátny podnik, 1977–1988 Naftový a plynárenský priemysel, koncern, 1972–1977 VHJ Slovenské plynárenské a naftové podniky, 1970–1972 VHJ Slovenské plynárenské závody) je energetická akciová společnost se sídlem v Bratislavě na Slovensku.
SPP dodává plyn a elektřinu a s nimi spojené služby do všech krajů Slovenské republiky. Na českém trhu SPP působí od roku 2008 prostřednictvím své dceřiné společnosti SPP CZ, a.s.. Za toto období se mu podařilo získat pozici významného dodavatele plynu a elektřiny i na českém trhu.

## Současní akcionáři
Akcionářem SPP je Slovenská republika prostřednictvím Ministerstva hospodářství SR.

## Dceřiné společnosti
Významné dceřiné společnosti SPP:

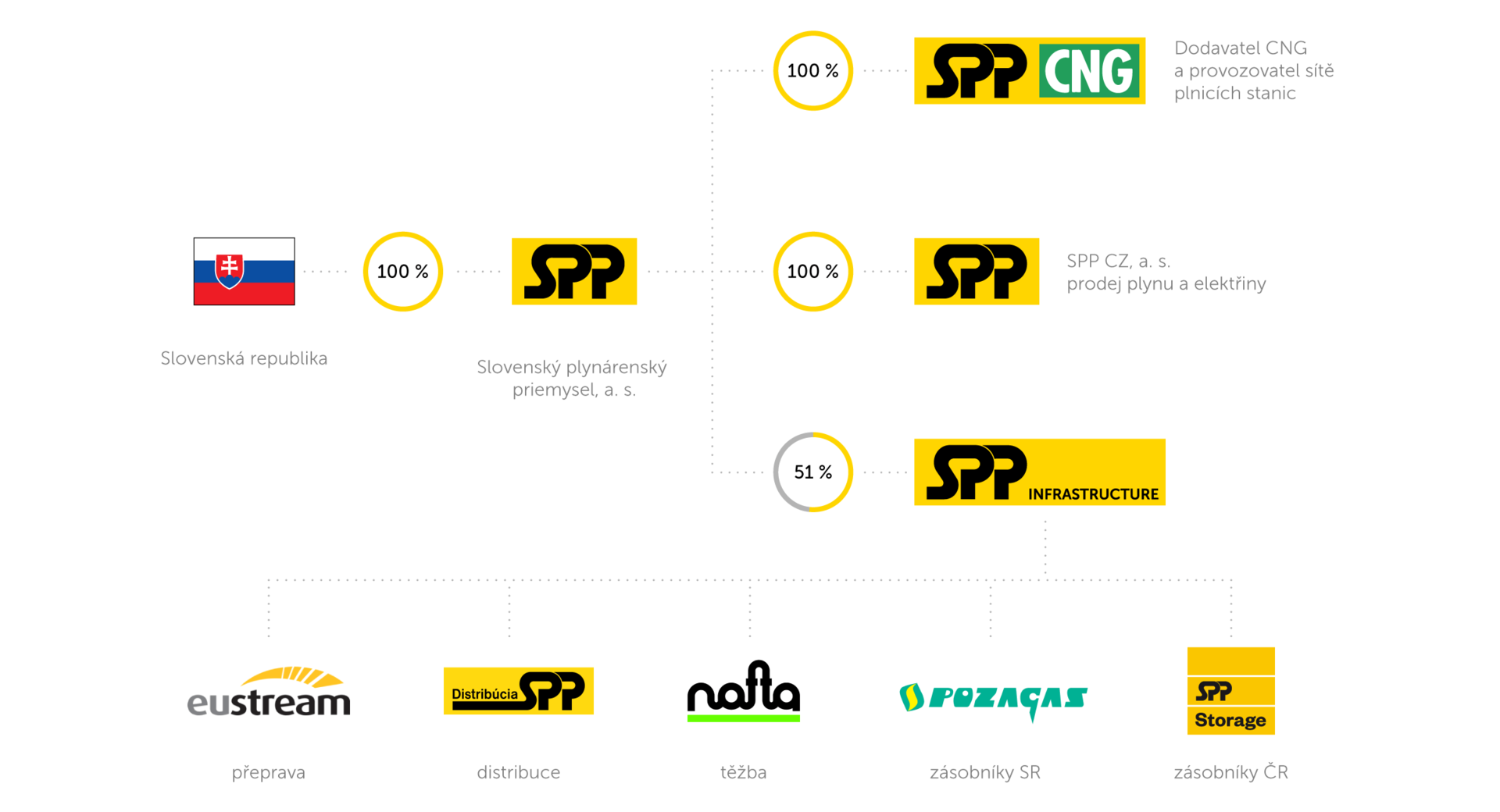
Struktura skupiny SPP

- SPP CZ, a.s. – dodavatel zemního plynu a elektřiny v České republice.
- SPP CNG s. r. o. – dodavatel CNG a provozovatel sítě plnicích stanic CNG na Slovensku.
- SPP Infrastructure, a.s. – provozovatel, přepravce a skladování zemního plynu v podzemních zásobnících na Slovensku.

## Dobročinné aktivity
Skupina SPP od roku 2002 prostřednictvím Nadácie SPP vykonává veřejně-prospěšné aktivity pro společnost. Podporovány jsou aktivity v oblastech kultura, ochrana zdraví, dobrovolnictví, regionální rozvoj, podpora znevýhodněných a vzdělávání. V roce 2017 bylo na dobročinné aktivity rozděleno více než 880 tis. EUR.